# Gare de Kanayama (Aichi)
La gare de Kanayama (金山駅, Kanayama-eki) est une gare ferroviaire de la ville de Nagoya, dans la préfecture d'Aichi au Japon. Elle est exploitée par les compagnies Meitetsu et JR Central, ainsi que par le métro de Nagoya.

## Situation ferroviaire
La gare de Kanayama est située au point kilométrique (PK) 362,7 de la ligne principale Tōkaidō, au PK 393,6 de la ligne principale Chūō, au PK 64,4 de la ligne principale Meitetsu Nagoya. Elle marque le début des lignes Meikō et Meijō.

## Histoire
La gare Meitetsu a été inaugurée le 1er septembre 1944. La gare JR ouvre le 25 janvier 1962. Le métro y arrive le 30 mars 1967.

## Services aux voyageurs

### Accès et accueil
La gare dispose d'un bâtiment voyageurs, avec guichet, ouvert tous les jours.

### Desserte

#### Meitetsu

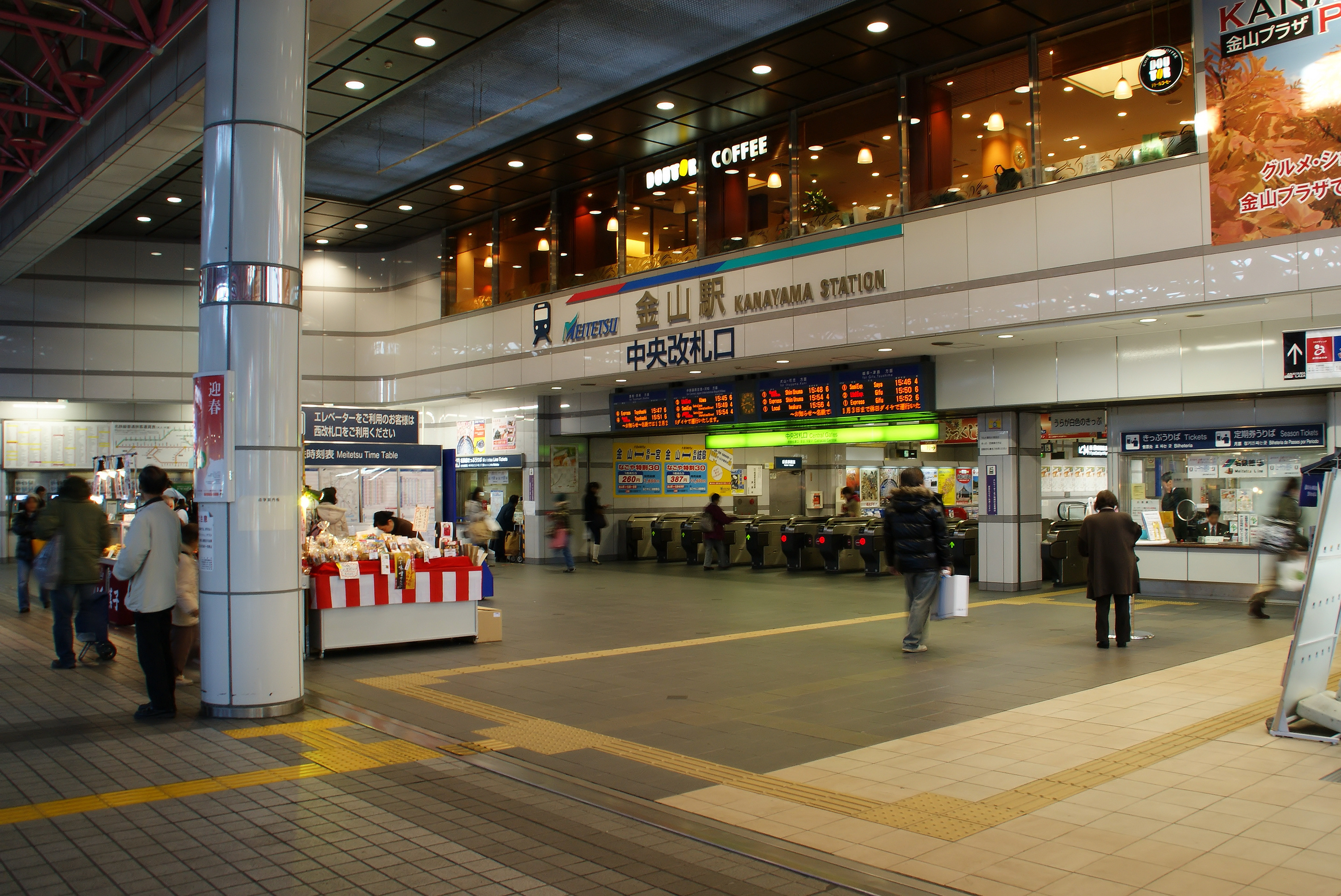
Entrée Meitetsu

- voies 1 et 2 : direction

■ Nagoya, Ichinomiya et Gifu (par la ligne principale Nagoya)
■ Inuyama (par la ligne Inuyama)
■ Shin Kani (par la ligne Hiromi)
■ Tsushima (par la ligne Tsushima)
■ Saya (par la ligne Bisai)
- voies 3 et 4 : direction

■ Jingū-mae et Toyohashi (par la ligne principale Meitetsu Nagoya)
■ Toyokawa-inari (par la ligne Toyokawa)
■ Nishio (par la ligne Nishio)
■ Tokoname (par la ligne Tokoname)
■ Aéroport international du Chūbu (par la ligne Aéroport)
■ Kōwa (par la ligne Kōwa)
■ Utsumi (par la ligne Chita)

#### JR Central
- Ligne principale Chūō :
  - voie 1 : direction Nakatsugawa
  - voie 2  : direction Nagoya
- Ligne principale Tōkaidō :
  - voie 3 : direction Toyohashi
  - voie 4  : direction Nagoya et Gifu

#### Métro de Nagoya

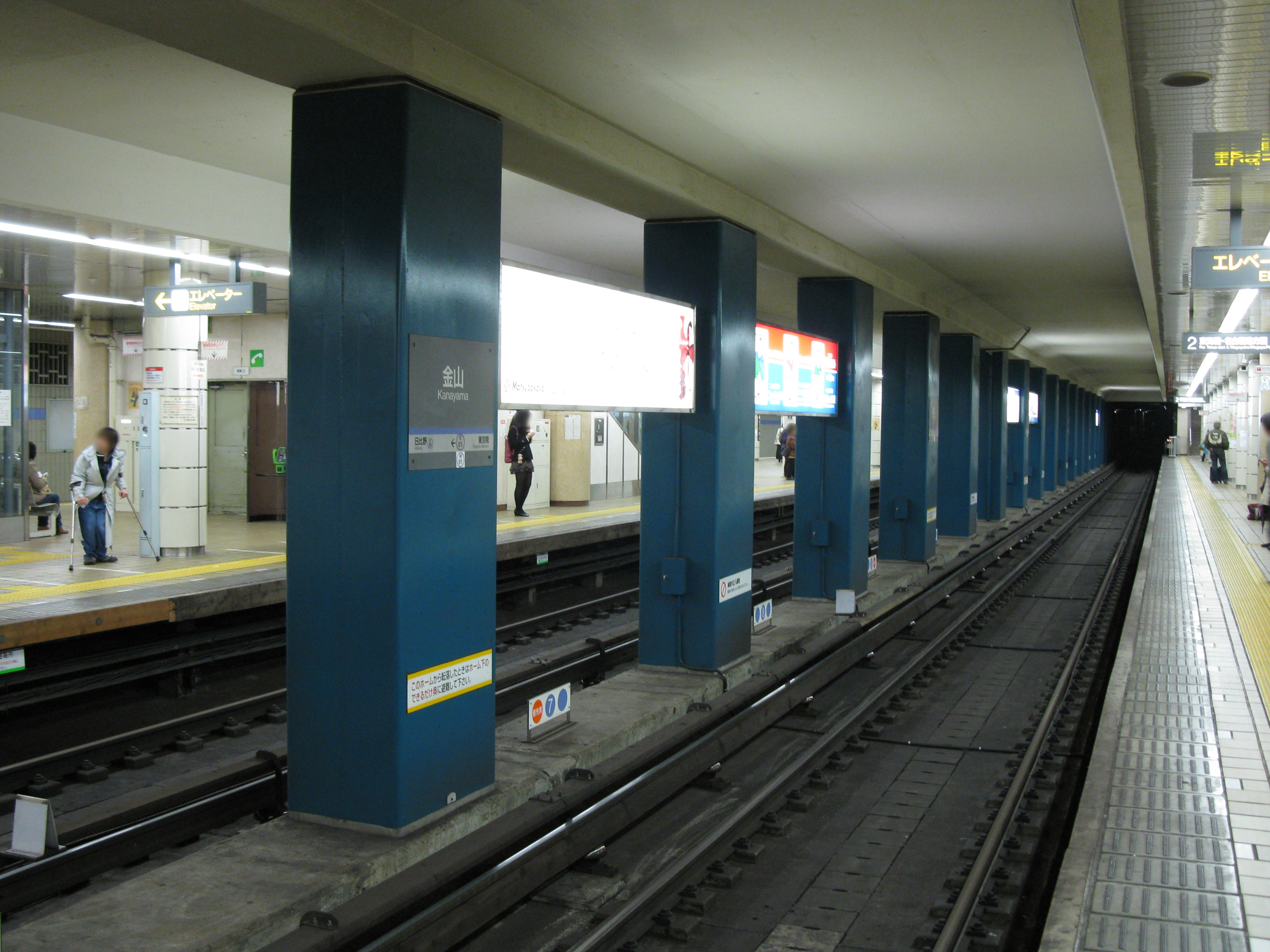
Vue des quais de la station de métro

- Ligne Meijō :
  - voie 1 : direction Motoyama
  - voies 3 et 4 : direction Sakae
- ligne Meikō :
  - voie 2 : direction Nagoyakō